# Rheinberg
Rheinberg és una ciutat del districte de Wesel, al nord Rhine-Westphalia, Alemanya. Està situada a la banda esquerra del Rin, aprox. 10 km (6.2 milles) 15 km (9.3 milles) (6.2 milles) nord de Moers i  km (9.3 milles) sud de Wesel.
Comprèn els districtes municipals de Rheinberg, Borth, Budberg, i Orsoy.

## Galeria

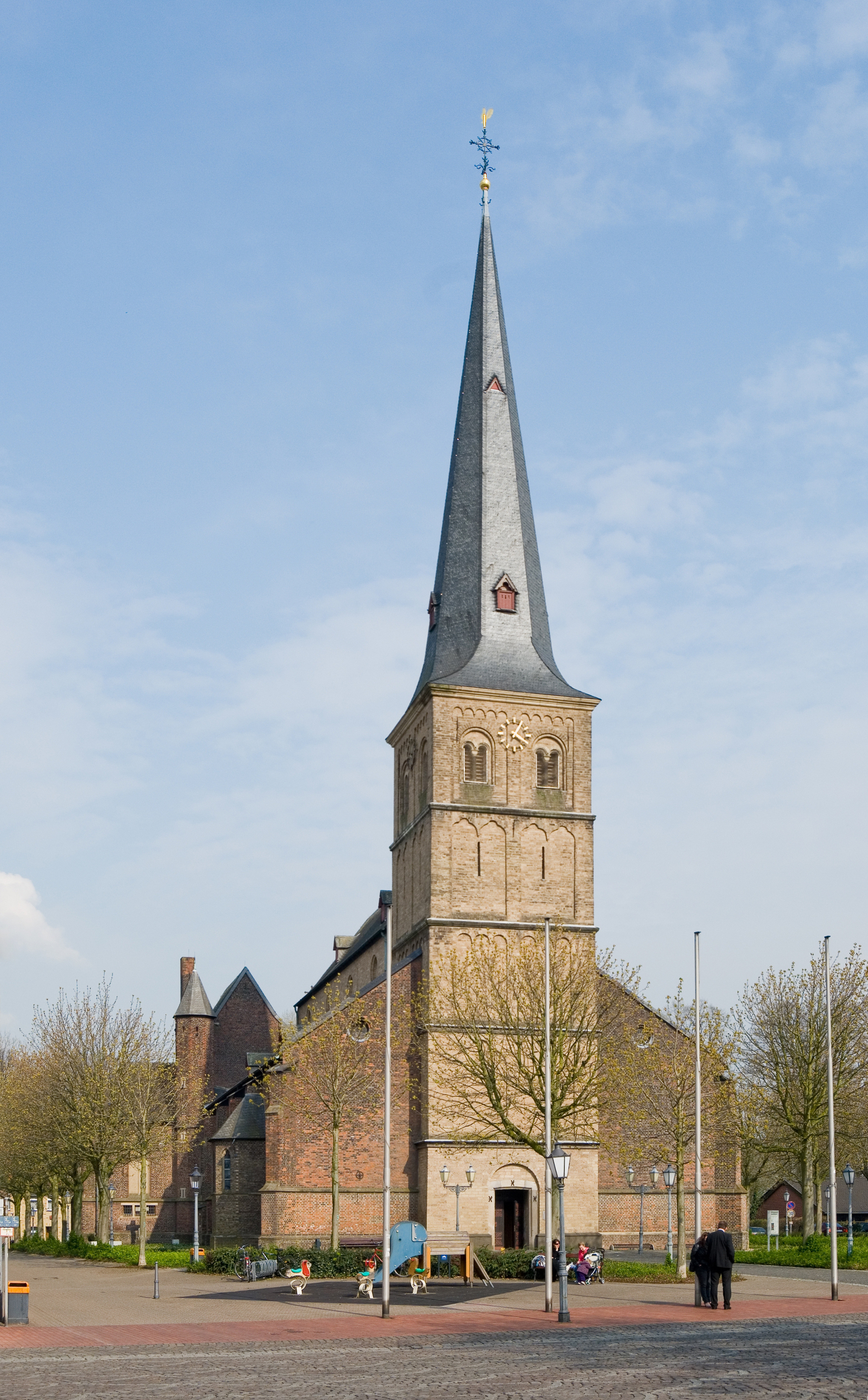
Església catòlica de Sant Pere
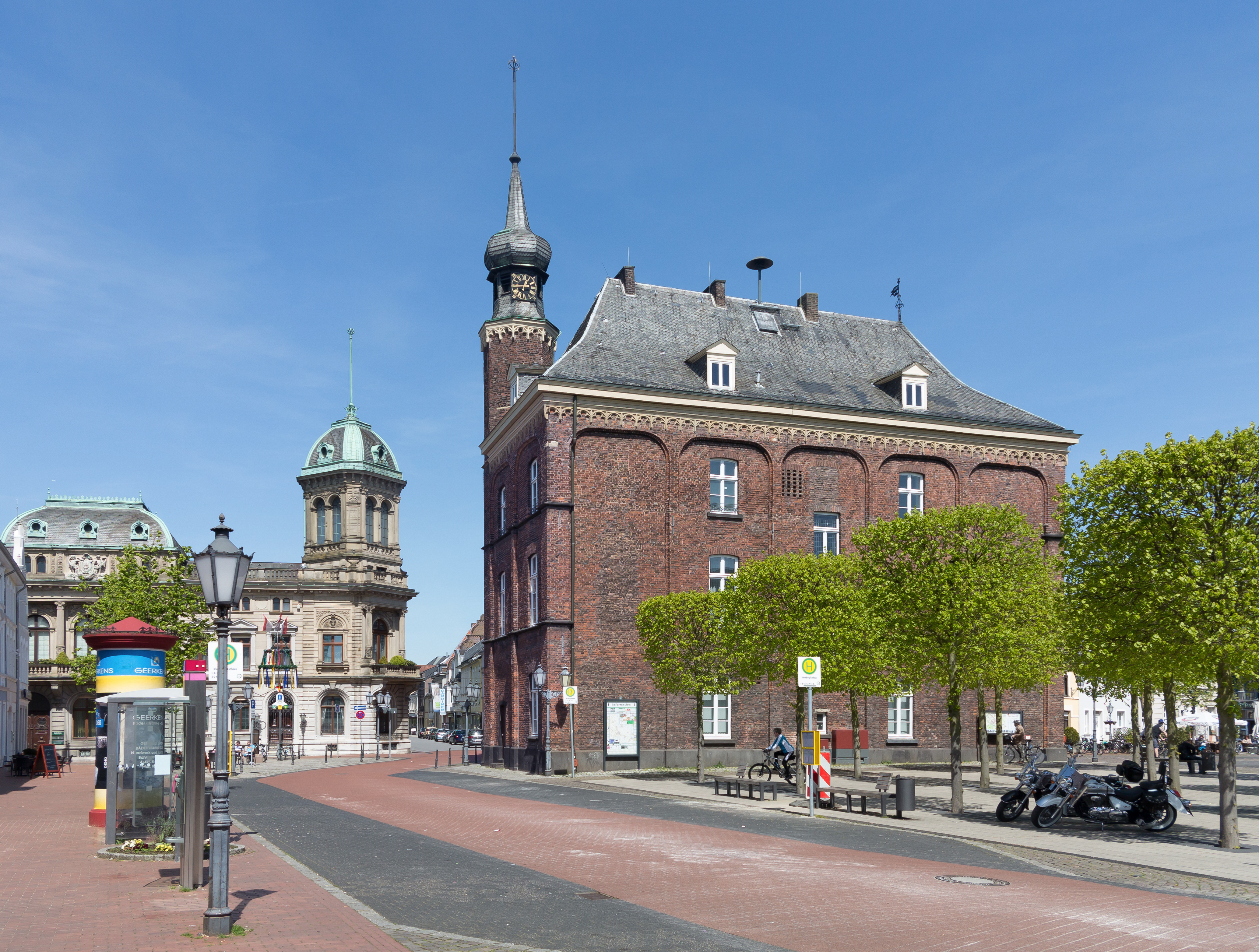
Rheinberg, antic edifici de l'ajuntament i antic edifici de la fàbrica de l'empresa Underberg
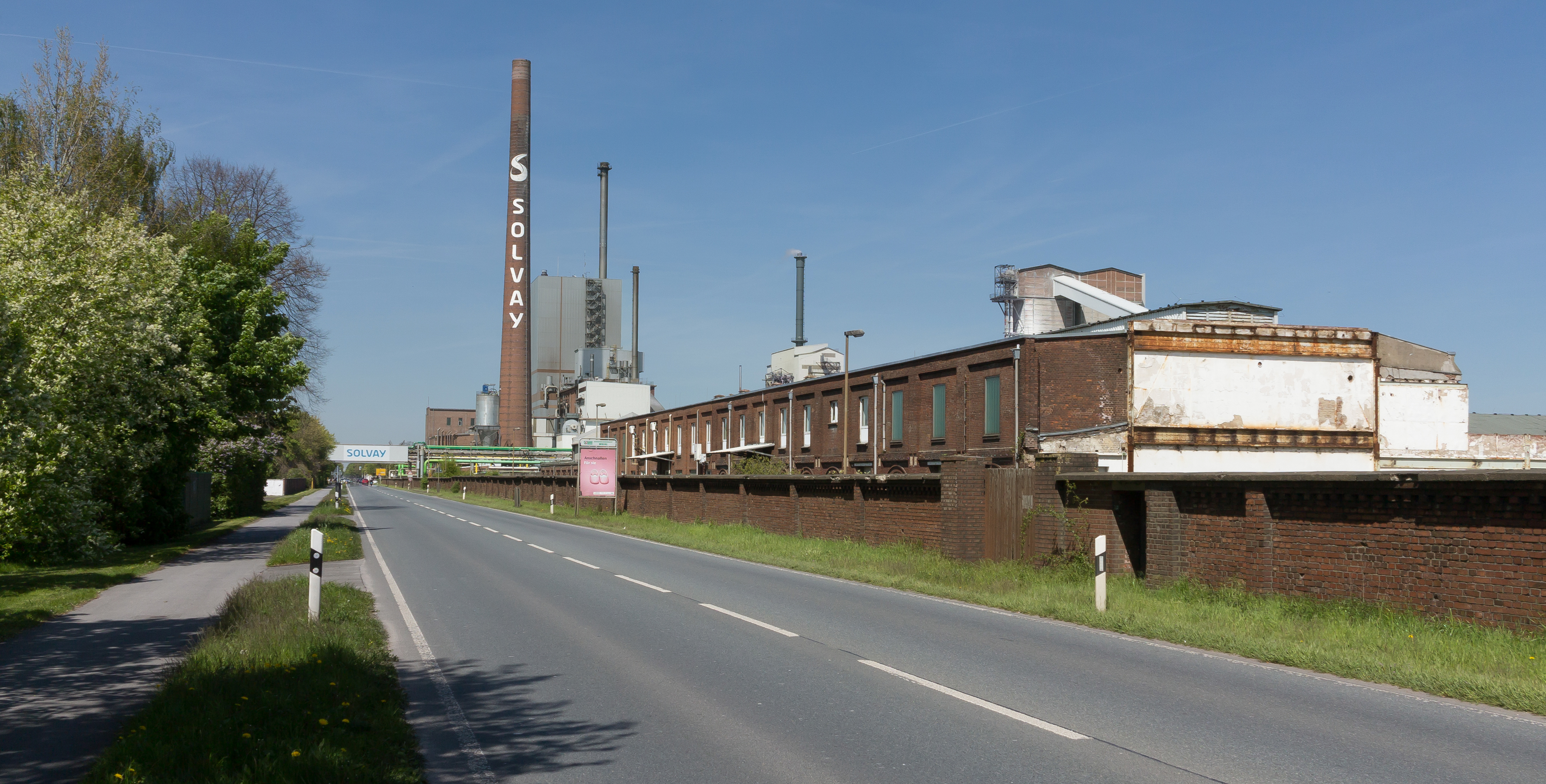
Rheinberg, fàbrica Solvaywerk
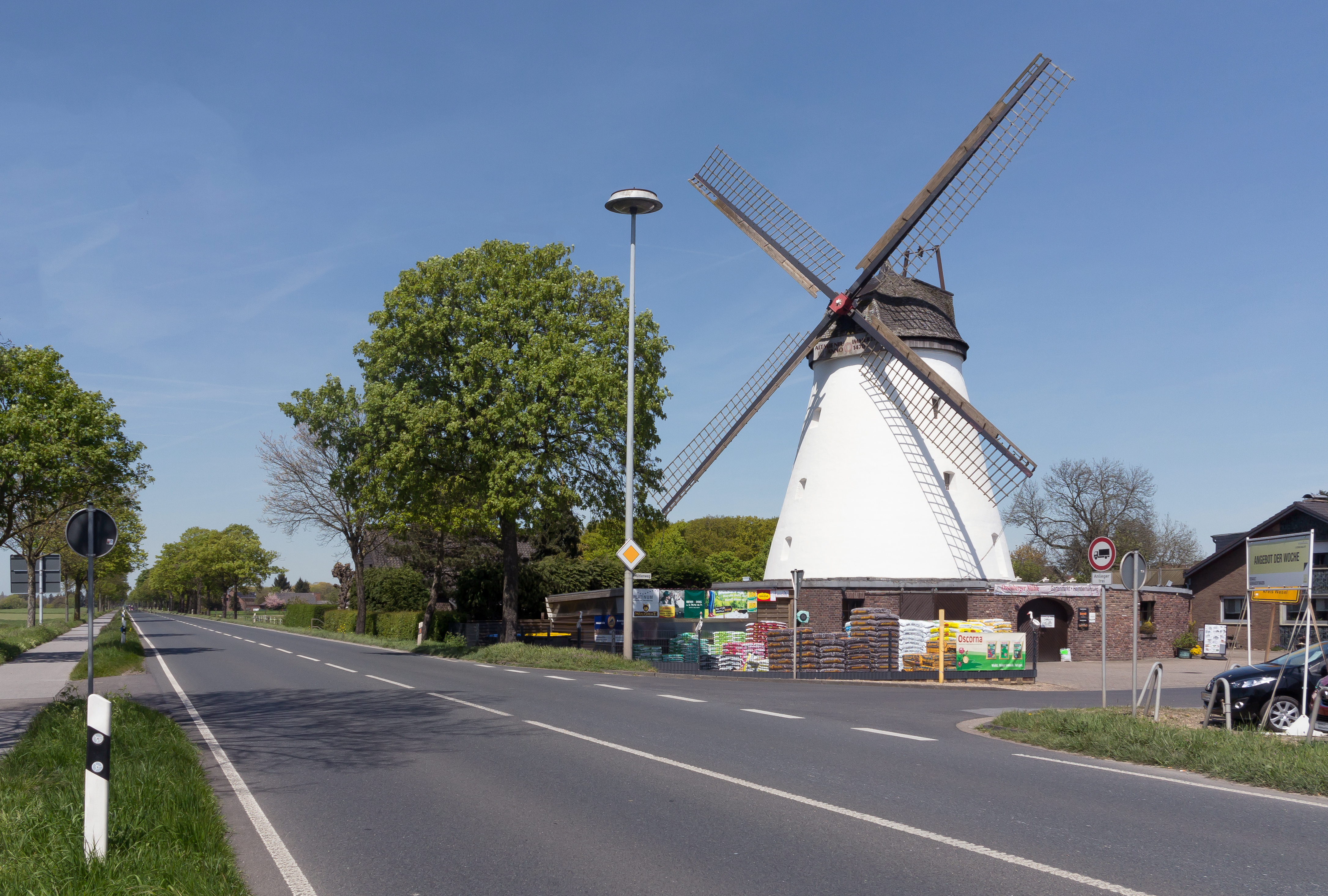
Ossenberg, molí de vent

## Fills i filles de la ciutat
- Samuel Gluckstein (1821-1873), fundador de Salmons & Gluckstein tabac merchants
- Franz Bücheler (1837-1908), filòleg
- Klaus Zumwinkel (nascut 1943), president anterior del Tauler d'Administració de Deutsche AG de Correu
- Brigitte Mohnhaupt (nascuda 1949), membre anterior de la Facció d'Exèrcit Vermella
- Kurt Bodewig (nascut 1955), ministre federal anterior de l'Interior (SPD)
- Thomas Wagner (nascut 1967), autor i sociòleg cultural
- Claudia Schiffer (nascut 1970), model i actriu
- Nadine Hentschke (nascuda 1982), anterior lightheader
- Isabell Werth (nascuda el 1969), genet olímpica